# Nefederované malajské státy

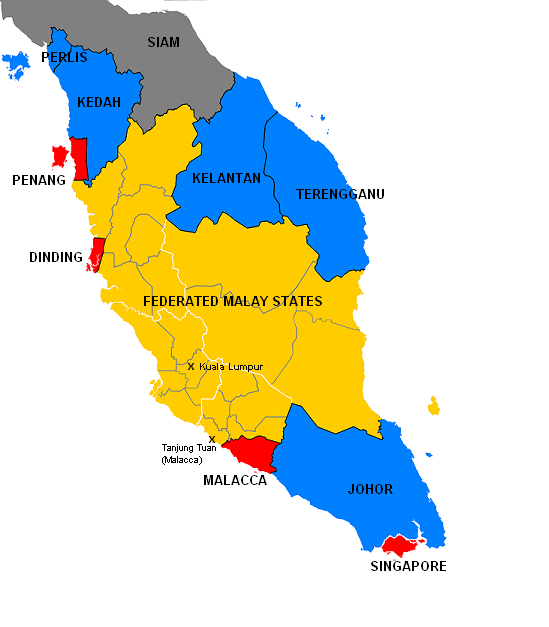
Nefederované malajské státy (modře)

Nefederované malajské státy (malajsky Negeri-Negeri Melayu Tidak Bersekutu; v písmu jawi نݢري٢ ملايو تيدق برسکوتو) byl souhrnný název pro britské protektorované státy na Malajském poloostrově v první polovině 20. století. Jednalo se o Johor, Kedah, Kelantan, Perlis a Terengganu. Na rozdíl od čtyř sousedních Federovaných malajských států Selangor, Perak, Pahang a Negeri Sembilan neměly Nefederované malajské státy společné instituce a netvořily jediný stát v mezinárodním právu; ve skutečnosti se jednalo o samostatné britské protektoráty.